# شورش (فیلم ۱۹۳۶)
شورش (انگلیسی: Rebellion) فیلمی در ژانر وسترن است که در سال ۱۹۳۶ منتشر شد. از بازیگران آن می‌توان به تام کین و ریتا هیورث اشاره کرد.